# Florian Kohler
Florian Kohler est un joueur de billard 3 bandes, né le 10 juillet 1988 à Kingersheim.

## Biographie
Titulaire d’un BTS d’opticien avec mention et d'une ceinture noire de judo, c'est à la suite de l'obtention de son baccalauréat que ses parents lui offrent un vieux plateau de billard, sport qu'il n'avait encore jamais pratiqué.
Après quelques initiations grâce à des vidéos sur internet (ses influences sont Mike Massey et Semih Sayginer), il choisit le billard artistique où il commença à inventer ses propres coups (pas moins de mille répertoriés en janvier 2013) avec ses propres concepts combinant sauts et roulements simultanés, ainsi que l'exécution de coups très élevés.
Il a également contribué à faire avancer le billard artistique en inventant sa propre queue de billard (grâce à l'aide d'un sponsor japonais), spécialement conçue pour l'exécution des 3 bandes (Trick Shots).
En 2009, Florian Kohler est repéré sur internet par un producteur canadien qui lui propose de réaliser un DVD, s'ensuivra un "buzz" totalisant plus de 100 millions de vues sur la toile.
En 2011, il se produit dans une émission télévisée chinoise regardée par plus de 100 millions de téléspectateurs.

## Spectacles
- 2014 : Tournée internationale du spectacle "Venomtrickshots II"" dans neuf pays en cinq semaines (États-Unis, Chine...)[6]

## Palmarès
- 2009 : XTM Maîtres de Trickshot à Séoul (Corée du Sud)
- 2009 : XTM3 Cushion de Trickshot par Équipes à Séoul
- 2010 : Artistic Cup IV à Saint Charles (États-Unis)
- 2011 : Juanjo Trilles creative artistic à Gandia (Espagne)
- 2011 : XTM Maîtres de Trickshot à Séoul[7]
- 2012 : Challenge Coyret à Orléans (France)
- 2013 : Champion du Monde de Billard Artistique par Équipes à Philadelphie (États-Unis)[8]

## Records
- Plus jeune joueur à avoir remporté une coupe internationale artistique au 1er janvier 2013[3].
- Le premier à avoir créé plus de mille nouveaux coups[3].
- Meilleurs coups avec 7 boules à faire décoller sur une durée de 1,5 seconde[3].
- Record pour la plus grande hauteur sur une boule en mouvement, à 23 pouces[3].
- Record du plus grand nombre de boules empochées par-dessus un obstacle en 1 minute (70) [9]